# Từ cán
Trong ngôn ngữ học, từ cán hay thân từ (tiếng Anh: stem) là bộ phận của từ, đảm nhận vai trò ý nghĩa từ vựng của từ. Thuật ngữ này được sử dụng với các ý nghĩa hơi khác nhau tùy thuộc vào hình thái học của ngôn ngữ đang xét. Ví dụ trong ngôn ngữ học Athabaska, 'từ cán động từ' thì là 'từ căn' và không thể xuất hiện một mình, và nó mang thanh điệu của từ. Động từ tiếng Athabaska thường hay có hai từ cán trong phép phân tích này, mỗi từ cán có tiền tố đi trước.
Trong hầu hết trường hợp, từ cán của từ không bị biến đổi trong phép biến tố, nhưng trong một số ngôn ngữ thì nó có thể bị biến đổi (biến hoán nguyên âm) tùy thuộc vào quy tắc hình thái học nhất định, chẳng hạn như hiện tượng sandhi. Ví dụ trong tiếng Ba Lan: miast-o ("thành phố"), nhưng w mieść-e ("trong thành phố"). Trong tiếng Anh: "sing", "sang", "sung".
Việc đào sâu và phân tích sự đồng nguyên giữa từ cán và từ căn bên trong và trải dài các ngôn ngữ đã cho phép 'triết học so sánh' và 'ngôn ngữ học so sánh' xác định được lịch sử của các ngôn ngữ và các ngữ hệ.

## Sử dụng
Trong một kiểu sử dụng thì từ cán là một dạng mà có thể gắn thêm phụ tố vào. Do đó, 'từ' tiếng Anh friendships xuất phát bởi từ cán friend, mà từ đó hậu tố phái sinh -ship được gắn vào để hình thành từ cán mới friendship, rồi từ đó hậu tố biến tố -s được gắn vào. Trong một biến thể của kiểu dùng này, từ căn của từ không được tính là từ cán, nên ở ví dụ đây thì friendships chỉ chứa từ cán friendship, rồi từ đó -s được gắn vào.
Trong một kiểu dùng hơi khác thì từ có một từ cán đơn thôi, kể ra thì từ cán đơn đó là thành phần chung cho mọi biến thể bởi phép biến tố của từ gốc. Do đó, mọi phụ tố phái sinh đều là bộ phận của từ cán. Ví dụ, từ cán của friendships là friendship, rồi từ đó hậu tố biến tố -s được gắn vào.
Từ cán có thể là từ căn, v.d. run, hoặc nó có thể là từ phức hợp theo hình thái học, như trong từ ghép (v.d. từ ghép meatball hoặc bottleneck), hoặc những từ có hình vị phái sinh (v.d. động từ phái sinh black-end hoặc standard-ize). Cho nên từ cán của danh từ phức hợp tiếng Anh photographer là photo·graph·er, chứ không phải photo. Ví dụ nữa là từ căn của dạng động từ tiếng Anh destabilized là stabil- – một dạng của stable nhưng không đúng một mình; còn từ cán là de·stabil·ize – bao gồm các phụ tố phái sinh de- và -ize, nhưng không bao gồm hậu tố phái sinh thì quá khứ -(e)d. Tức là, từ cán là bộ phận của của từ mà phụ tố biến tố có gắn vào.
Ví dụ, từ cán của động từ wait là wait: nó là bộ phận chung cho mọi biến thể bởi phép biến tố của nó.
1. wait (vô hạn[l])
2. wait (mệnh lệnh thức[m])
3. waits (hiện tại, ngôi thứ ba, số ít)
4. wait (hiện tại, ngôi thứ ba hoặc ngôi thứ hai, số nhiều)
5. waited (quá khứ đơn)
6. waited (phân từ quá khứ)
7. waiting (tiếp diễn)

## Dạng từ điển và hình vị ràng buộc
Trong các ngôn ngữ có ít phép biến tố, như tiếng Anh và tiếng Trung, từ cán thường không khác biệt với dạng "bình thường" của từ (lemma hay dạng từ điển). Tuy nhiên, trong các ngôn ngữ khác, từ cán có thể hiếm khi hoặc không bao giờ đứng một mình. Ví dụ, 'từ cán động từ' run trong tiếng Anh không thể phân biệt được với dạng thì hiện tại của nó (trừ phi ở dạng ngôi thứ ba số ít). Tuy nhiên, 'từ cán động từ' corr- trong tiếng Tây Ban Nha không bao giờ đứng một mình bởi vì nó được dẫn dụng trong phép biến tố vô hạn (correr) và luôn luôn xuất hiện trong lời nói thực tế dưới dạng phi hạn (dạng vô hạn hoặc dạng phân từ) hoặc dạng biến ngôi. Các hình vị mà không thể đứng một mình như thế này thì thường được gọi là hình vị ràng buộc.
Trong ngôn ngữ học tính toán, thuật ngữ "từ cán" được sử dụng để chỉ bộ phận của từ mà không bao giờ thay đổi kể cả về mặt hình thái học khi từ được biến tố, còn thuật ngữ lemma thì là dạng cơ sở của từ. Ví dụ, cho từ "produced", lemma của nó là "produce", nhưng từ cán thì là "produc" bởi vì nó có một dạng biến tố là "producing".

## Mô phạm và bổ khuyết
Tập hợp tất cả dạng biến tố của từ cán thì được gọi là mô phạm biến tố. Mô phạm của tính từ tall được ghi bên dưới đây, và từ cán của tính từ này là tall.
- tall (chưa so sánh)[t]; taller (so sánh hơn)[u]; tallest (so sánh nhất)[v]

Một số mô phạm không tận dụng được đúng một từ căn cho toàn bộ; hiện tượng này được gọi là bổ khuyết. Ví dụ cho mô phạm bổ khuyết là là mô phạm cho tính từ good: từ cán của nó thay đổi từ good sang hình vị ràng buộc bet-.
- good (chưa so sánh); better (so sánh hơn); best (so sánh nhất)

## Từ cán bổ cách
Trong cả tiếng Latinh và tiếng Hy Lạp, từ ngữ biến cách (biến tố) mà khi là 'bổ cách' của một số danh từ thì sử dụng từ cán khác với 'chủ ngữ cách' và 'hô cách' số ít. Các từ như thế lần lượt thuộc về cái gọi là 'biến cách thứ ba' trong ngữ pháp Latinh và cái gọi là 'biến cách thứ ba' trong ngữ pháp Hy Lạp cổ đại. Ví dụ, 'thuộc cách' số ít được hình thành bằng cách thêm -is (Latinh) hoặc -ος (Hy Lạp) vào từ cán bổ cách, và thuộc cách số ít thì theo thói quen được liệt kê trong từ điển Hy Lạp và Latin để minh họa cho bổ cách.

### Ví dụ
| Từ ngữ Latinh | Ý nghĩa           | Từ cán bổ cách |
| ------------- | ----------------- | -------------- |
| adeps         | béo, mập          | adip-          |
| altitudo      | cao               | altitudin-     |
| index         | con trỏ, ngón trỏ | indic-         |
| rex           | vua, chúa         | reg-           |
| supellex      | trang bị, đồ đạc  | supellectil-   |

| Từ ngữ Hy Lạp    | Ý nghĩa   | Từ cán bổ cách       |
| ---------------- | --------- | -------------------- |
| ἄναξ (ánax)      | vua, chúa | ἄνακτ- (ánakt-)      |
| ἀνήρ (anḗr)      | người     | ἀνδρ- (andr-)        |
| κάλπις (kálpis)  | hũ        | κάλπιδ- (kálpid-)    |
| μάθημα (máthēma) | học       | μαθήματ- (mathḗmat-) |

Từ ngữ phái sinh từ tiếng Latinh hay Hy Lạp trong tiếng Anh thì thường hay chứa từ cán bổ cách, ví dụ: adipose, altitudinal, android, mathematics.
Trong lịch sử, sự khác biệt về từ cán như thế này nảy sinh là do sự thay đổi âm thanh trong chủ ngữ cách. Ví dụ trong biến cách thứ ba của tiếng Latinh, hậu tố chủ ngữ cách số ít -s có ghép với phụ âm cuối của từ cán. Nếu phụ âm đó là c, thì kết quả là x (đơn thuần là thay đổi chính tả), còn nếu nó là g, thì -s khiến nó bị mất thanh, kết quả cũng lại là x. Nếu phụ âm cuối của từ cán đấy là một phụ âm chân răng khác (t, d, r), thì nó được đọc lướt đi đằng trước -s. Vào thời kì sau đó, n đằng trước 'vĩ tố chủ ngữ cách' cũng bị mất đi, sinh ra các cặp như atlas, atlant- (nguồn gốc của Atlas, Atlantic trong tiếng Anh).